# Lawrence Washington (1659-1698)
Lawrence Washington (Westmoreland, Virginia, América Británica, 19 de septiembre de 1659-Virginia, América Británica, 25 de febrero de 1698) fue un abogado y plantador en la Virginia colonial que se educó en Inglaterra. Era el abuelo paterno de George Washington.

## Familia
Lawrence Washington fue el hijo mayor de John Washington (de Essex, Inglaterra) y Anne Pope. Nació en septiembre de 1659, en la finca de su padre en Bridges Creek, en el Condado de Westmoreland, Virginia. Tuvo dos hermanos: John (c.1660-1698) y Anne (c.1660-1697).
Lawrence fue nombrado por su abuelo paterno Lawrence Washington (1602-1655).

## Vida
Como el hijo mayor de la familia Washington, Lawrence recibió los beneficios de la primogenitura, como era común en la época. Como se convertiría en tradición dentro de la familia Washington, fue enviado a Inglaterra para ser educado, donde se formó como abogado.
A la muerte de su padre, Washington heredó dos fincas junto al río Potomac: Mattox Creek (1850 acres) y Little Hunting Creek (2500 acres) (que eventualmente cambió de nombre a Mount Vernon por el nieto de Lawrence y homónimo, Lawrence Washington). No añadió ningún terreno sustancial a cualquiera de las propiedades durante su vida, lo que sugiere que él estaba más interesado en la política y la ley que en las plantaciones.
En 1688, Lawrence se casó con Mildred Warner, una de las tres hijas de Mildred Reade y el rico plantador del Condado de Gloucester, Agustín Warner, Jr.. Con ella, tuvo tres hijos: John (1692-1746),  Augustine (1694-1743), y Mildred (1698-1747). Lawrence murió a la edad de 38 años en febrero de 1698, poco antes del nacimiento de su hija.
Después de su muerte, Mildred Warner Washington se casó con George Gale, quien se mudó con su familia a  Whitehaven, Inglaterra. Mildred murió en 1701 a la edad de 30 años después de un parto difícil. Su última voluntad estipulaba que Gale se convirtiera en el tutor de sus hijos, pero en 1704 el primo de John Lawrence Washington solicitó con éxito el que la custodia fuera transferida a él. En ese momento, los tres hijos de Washington volvieron a Virginia a su cuidado, y vivían cerca de Chotank Creek. Tenían el uso de las tierras y los bienes personales que habían heredado, mientras él actuaba como su tutor.

### Hijos con Mildred Warner
- John Washington (1692-1746)
- Agustín Washington (1694-1743)
- Mildred Washington (1698-1747)

- Datos: Q3219928